# Tác
Tác è un comune dell'Ungheria di 1.560 abitanti (dati 2004). È situato nella contea di Fejér.
Sotto l'Impero romano, il villaggio era conosciuto come Gorsium-Herculia.

## Storia
I Romani la costruirono tra il 46 e il 49 d.C. in quest'area si trovava un accampamento militare vicino al fiume Sárret. Sul sito del forte è poi sorta nel secondo secolo la città di Gorsium. Divenne ben presto una colonia raggiungendo i 7.000 abitanti; e venne elevata a città dall'imperatore Adriano. Fu sede del governatore della Bassa Pannonia e centro religioso del culto imperiale. Nel 260 d.C. ospitò l'imperatore Settimio.
Lo stesso anno la città fu distrutta dai barbari e ricostruita con il nome di Herculia.
La città attuale venne distrutta durante le guerre con i Turchi nel XVI secolo e ricostruita intorno al XVII secolo sulla riva destra del fiume Sárret .
Nel 1958 furono realizzati i primi scavi che riportarono alla luce le antiche le mura, il foro, i templi e altri edifici . 
Gli scavi costituiscono oggi un grande parco archeologico.

## Galleria d'immagini

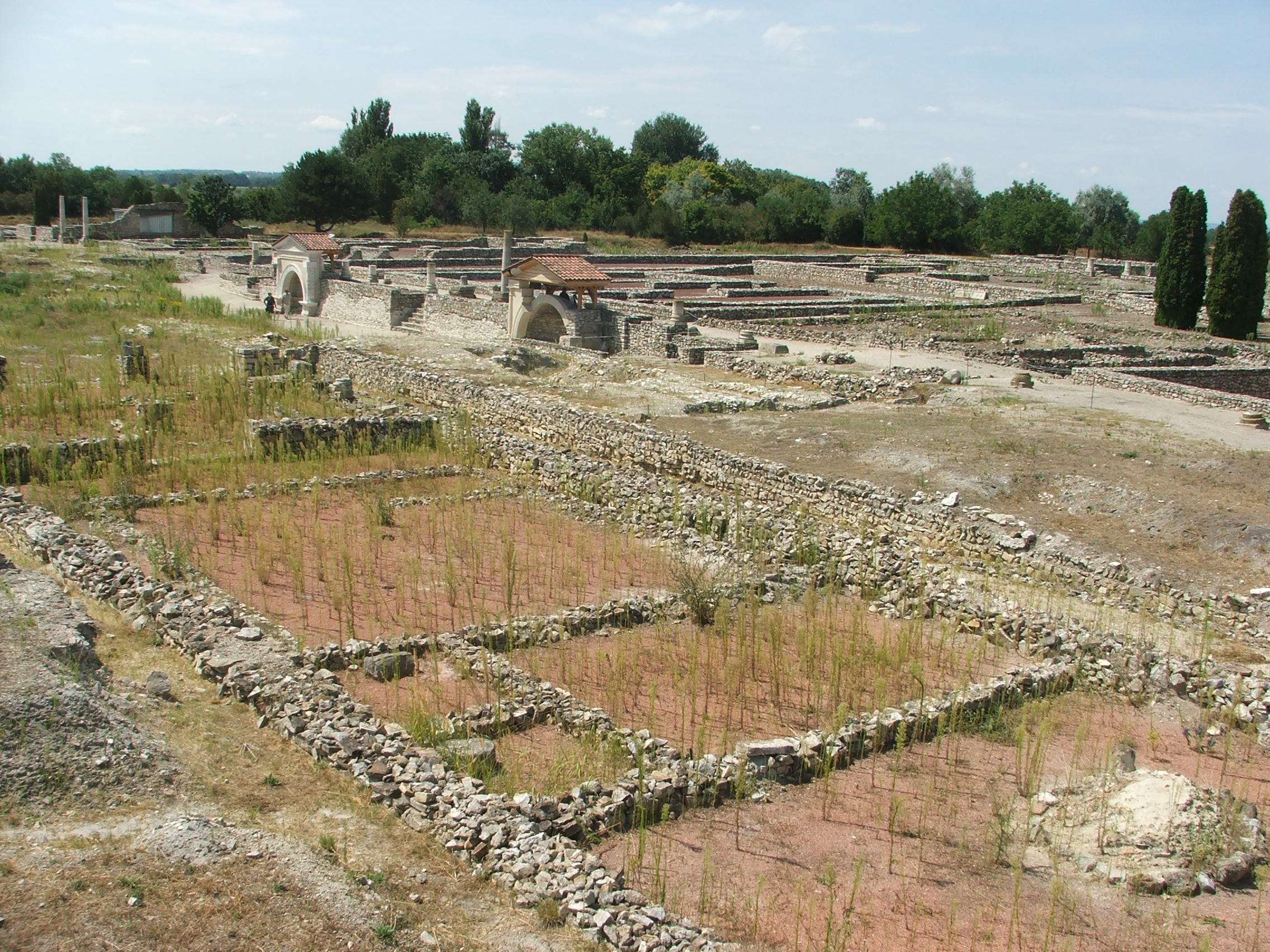
Gorsium
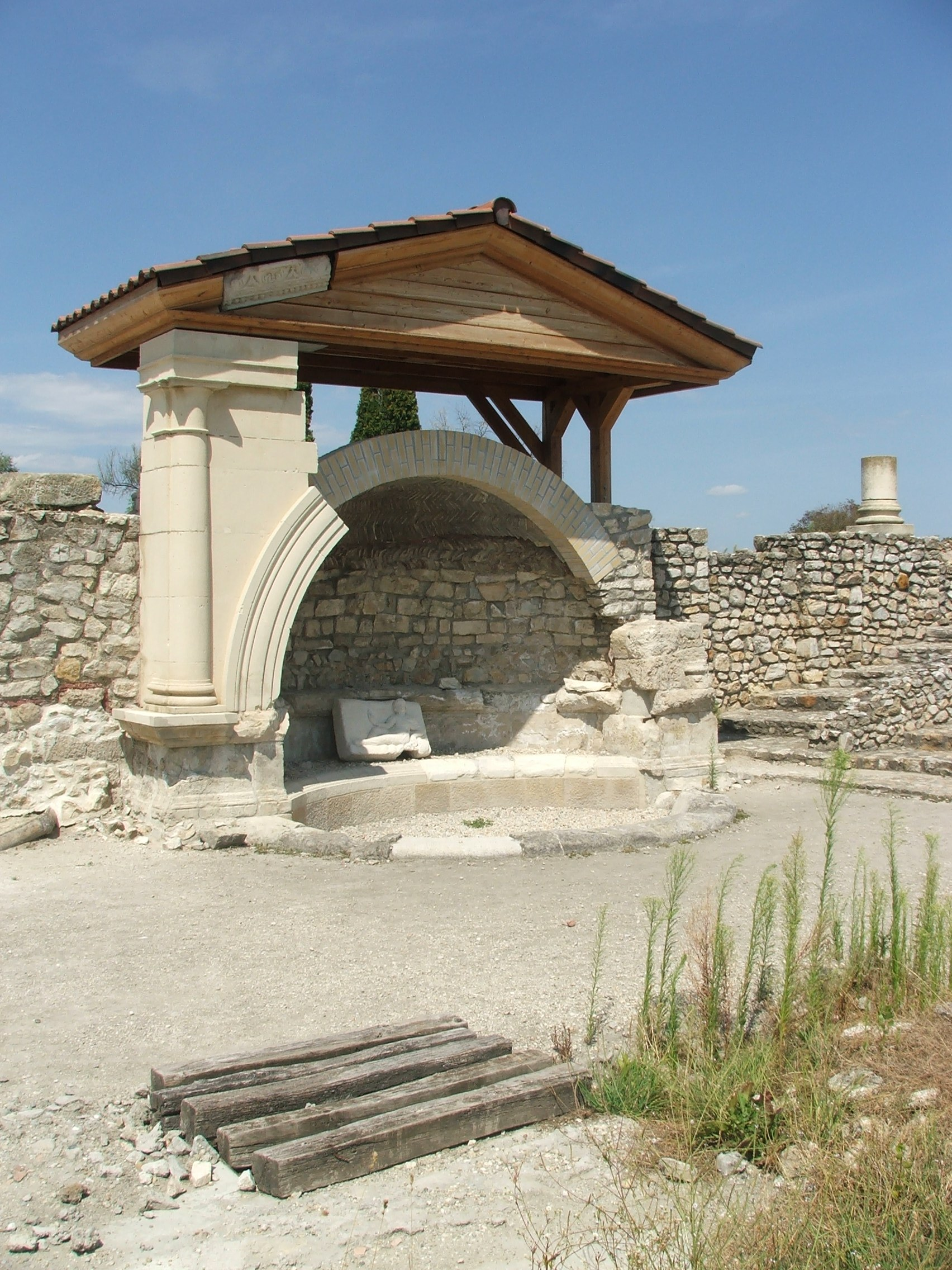
Gorsium, Nymphaea, fontana
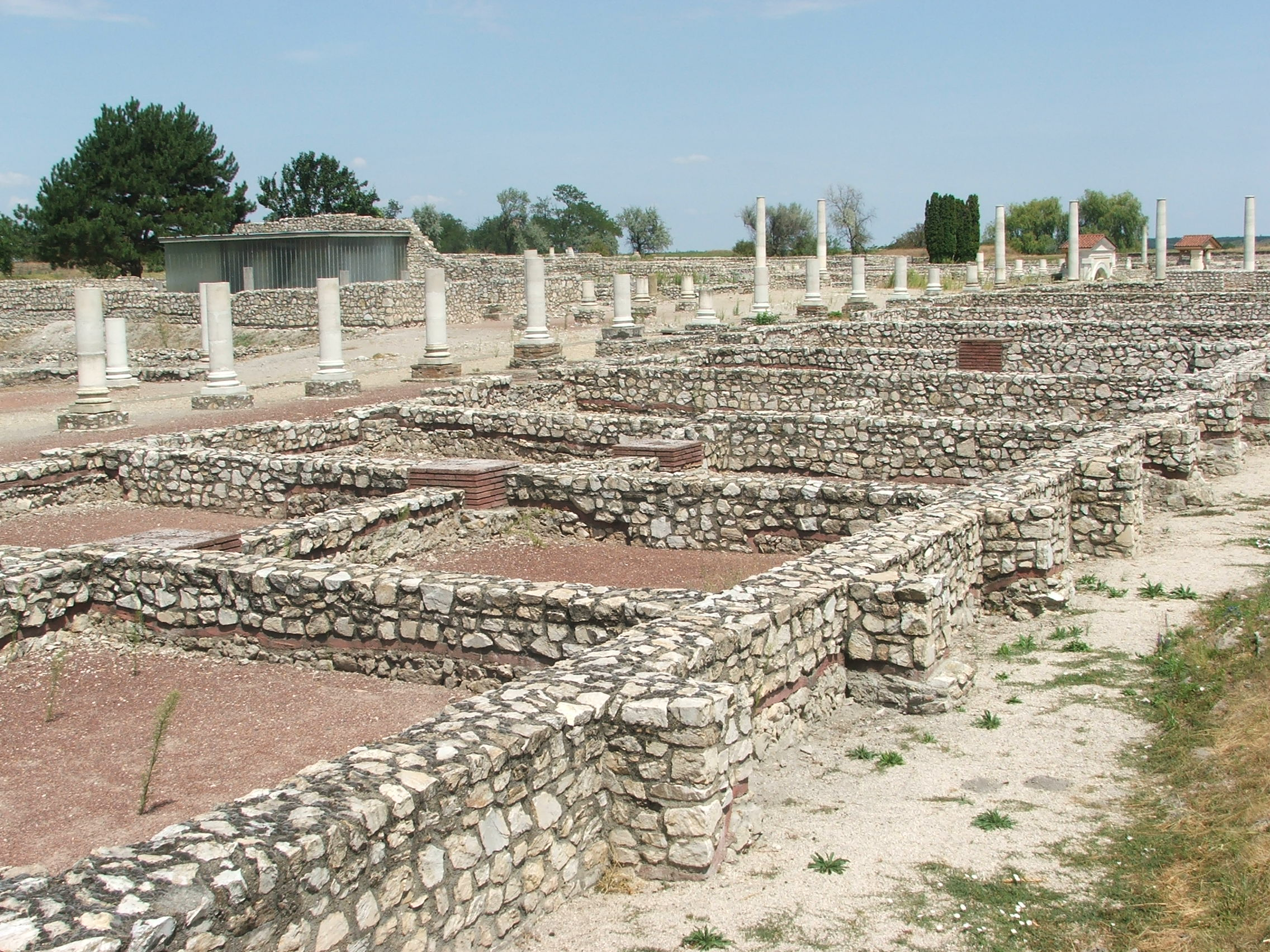
Gorsium, Decumanus Maximus